# Крис Сарандън
Крис Сарандън (на английски: Chris Sarandon) е американски актьор. 

## Биография
Роден е на 24 юли 1942 година в Бекли, Западна Вирджиния, в семейство на реставратори от гръцки произход. Завършва Университета на Западна Вирджиния и магистратура в Католическия университет на Америка, след което играе в театъра, телевизията и киното. Известни негови роли в киното са във филми като „Кучешки следобед“ („Dog Day Afternoon“, 1975), за която е номиниран за „Оскар“ за поддържаща роля, „Нощта на ужасите“ („Fright Night“, 1985), „Принцесата булка“ („The Princess Bride“, 1987), „Детска игра“ („Child's Play“, 1988).

## Избрана филмография
| Година | Филм                 | Оригинално заглавие  | Роля                | Режисьор    |
| ------ | -------------------- | -------------------- | ------------------- | ----------- |
| 1975   | Кучешки следобед     | Dog Day Afternoon    | Лион                | Сидни Лумет |
| 1983   | Уикендът на Остерман | The Osterman Weekend | Джоузеф Кардоне     | Сам Пекинпа |
| 1985   | Нощта на ужасите     | Fright Night         | Джери Дендридж      | Том Холънд  |
| 1987   | Принцесата булка     | The Princess Bride   | принц Хъмпърдинк    | Роб Райнър  |
| 1988   | Детска игра          | Child's Play         | детектив Майк Норис | Том Холънд  |